# Luther (Zeitschrift)
Luther ist eine Zeitschrift der Luther-Gesellschaft.
Die Zeitschrift Luther gibt Einblicke in Erkenntnisse und Fragestellungen, die sich durch die Reformation auf das evangelische Christentum der Gegenwart ergeben. Luther enthält sowohl Aufsätze von Fachleuten, Rezensionen einschlägiger Neuerscheinungen als auch Einblicke in die Arbeit der Luther-Gesellschaft und Luther-Texte, die dem modernen Deutsch angeglichen wurden.
Luther erscheint im Verlag Vandenhoeck & Ruprecht im Auftrag von Johannes Schilling und Reinhard Brandt. Die Redaktion liegt bei Ingo Klitzsch. Die Zeitschrift erscheint dreimal jährlich.
Die Online-Ausgabe Luther (via ATLAS) ist nur als Teil einer Datenbank verfügbar und nur bei abgeschlossener Lizenz zugänglich.